# دوکسان-دونگ
دوکسان-دونگ (به لاتین: Doksan-dong) یک منطقهٔ مسکونی در کره جنوبی است که در ناحیه گئومچئون شهر سئول واقع شده‌است. دوکسان-دونگ ۴٫۲ کیلومتر مربع مساحت و ۱۱۶٬۴۱۰ نفر جمعیت دارد.